# Héctor Casanova
Héctor Casanova Pagán (Marianao, 19 de noviembre de 1942 - Yonkers, 17 de mayo de 2007) fue un músico y compositor de salsa y ritmos afro caribeños .[cita requerida]

## Trayectoria
Héctor Casanova nació en Marianao desde su niñez se estableció en La Habana, se destacó a imitar a Benny Moré, quien se convirtió en su fuente de inspiración, y realizó su carrera artística en la ciudad de Nueva York.[cita requerida] En 1955 empezó a tocar los timbales y las congas. Pero lo suyo era el canto. En el año 1962 viajó a los Estados Unidos, llegó a Miami, pasó luego a Boston, Massachusetts, y finalmente se radicó en Brooklyn, Nueva York. La primera banda que integró fue la del vibrafonista Lalo Olivares, llamada La Neoyorquina Seven Go, con la cual grabó un sencillo en el que aparece el tema “Rompe tu pared”.[cita requerida]
A mediados de los años sesenta, Casanova cantó con la Orquesta Tambó dirigida por el percusionista Luis Bauzó, Estuvo también con el cantante, compositor, arreglista, productor y director de orquesta cubano Fito Foster, más conocido en el mundo de la música por “La Palabra”. También permaneció por un par de años con la orquesta de los hermanos Freddy y Edil Alfonso Dicupé, ambos trompetistas. Pero con ninguna de estas tres agrupaciones realizó grabaciones. Hizo parte de una orquesta llamada Ritmo Tropical de Cuba, dirigida por Ángelo Vaillant, la cual se convertiría luego en El Conjunto Modelo, agrupación con la cual realizó grabaciones y presentaciones en clubes de Nueva York como Club Caborrojeño, el Club Havana San Juan, el Happy Casino, el Club Cubano-Interamericano y el Prospect Avenue ubicado en el Bronx, sitio en el cual tuvo la oportunidad de conocer al maestro Johnny Pacheco.[cita requerida]
En 1972 pasó brevemente por la banda de Ray Barreto, con quien realizó presentaciones en algunos clubes de Nueva York. En 1974 hizo parte de la grabación de Monguito Santamaría titulada En Una Nota. Se vinculó a la orquesta del maestro Johnny Pacheco, director de Fania All Stars y cofundador del sello Fania All Stars, en reemplazo del cantante boricua Pete "El Conde" Rodríguez.[cita requerida] Su debut con Pacheco fue en el Club El Corso en junio de 1975, y su cercanía a Pacheco lo llevó luego a hacer parte de las estrellas de Fania. En su periplo con Pacheco, en pleno auge de la Salsa Clásica, grabó los álbumes El Maestro, de 1975; El Artista, de 1977 y Los Amigos; de 1979, en los que están incluidos temas muy exitosos como “Guaguancó pa'l que sabe”, “El faisán”, “Esa prieta”, “La yerba brava”, “Corso y montuno”, “Agua de clavelito” y “Si la tierra tiembla”. Fue la etapa que consagró a Casanova en el mundo de la música Latina, porque todos estos títulos son muy populares. Al mismo tiempo que se dedicaba a la música, Casanova estudió Contabilidad y trabajó en una empresa ensambladora de elementos electrónicos.
En 1980 se desvinculó de la banda de Pacheco para conformar su propia agrupación, Casanova y su Montuno. El estilo de su grupo era muy parecido al estilo desarrollado con Pacheco, y grabó los álbumes Casanova, en 1980; Casanova, montuno y sus muchachas, en 1983; Casanova & Montuno, Sólido, en 1986 e Y sigue el Montuno, en 1998. Aunque los álbumes de Héctor Casanova como solista no fueron muy numerosos, las grabaciones como cantante, corista y maraquero con otros cantantes y agrupaciones sí son muy amplias. Podemos mencionar sus participaciones con La Ritmo Tropical, Los Hermanos Lebrón, Pacheco y Melón, Fania All Stars, Tito Puente, Santiago Cerón, Héctor Lavoe, Israel Kantor, Alfredo "Chocolate" Armenteros, Africando, Cuban Masters, Celia Cruz, Jazz Hamilton y Las Estrellas Del Pueblo y Soneros de Oriente.
En el año 2004 se reunió nuevamente con Johnny Pacheco, y con una verdadera big band realizaron la grabación Entre Amigos, con la participación de un nutrido número de músicos y cantantes como Gilberto Santa Rosa, Cheo Feliciano, Ismael Miranda, Adalberto Santiago, Tito Rojas, José Alberto "El Canario", Michael Stewart, Herman Olivera, Ray Viera, y Johnny Ventura. Falleció el 17 de mayo de 2007 en el sanatorio Guild for the Aging Blind, en el Condado de Yonkers Nueva York. tras de padecer de cáncer en el colon y los pulmones.